# Masakra w El Mozote

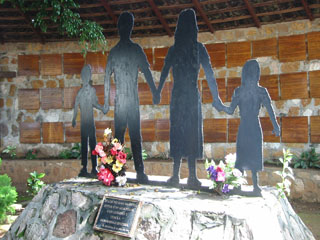
Pomnik ofiar masakry w El Mozote

Masakra w El Mozote – jedna z największych masakr w dziejach Ameryki Łacińskiej dokonana w El Mozote przez rządowy batalion Atlacatl (elitarny batalion szkolony przez Amerykanów) na ludności cywilnej podejrzanej o pomoc lewicowej partyzantce.
Do masakry w El Mozote doszło w czasie wojny domowej w Salwadorze, w której stronami konfliktu była junta wspierana przez USA oraz lewicowa partyzantka walcząca pod nazwą Front Wyzwolenia Narodowego im. Farabundo Martí wspierana przez Kubę i Nikaraguę. Po stronie prawicowej junty oprócz szwadronów śmierci działał także szkolony przez amerykanów elitarny batalion Atlacatl, w którym służyło co najmniej 10 oficerów amerykańskich. Po dotarciu do El Mozote miejscowości położonej w departamencie Morazan, 10 grudnia oddziały batalionu Atlacatl uwięziły wszystkich jej mieszkańców, którzy nie stawiali żadnego oporu, ani nie współpracowali z partyzantami. W następnym dniu cywile jako podejrzani o pomoc partyzantom zostali podzieleni na grupy i zabici w zaplanowany i metodyczny sposób. Najpierw po torturach zabito mężczyzn, później kobiety, a na końcu dzieci. Masakra miała miejsce podczas antypartyzanckiej akcji znanej jako Operacion Rescate. Oprócz 370 mieszkańców El Mozote ofiarami mordu padli także mieszkańcy sąsiednich wiosek, to jest: La Joya, Los Toriles, Jocote Amarillo, Cerro Pando i Joateca. W czasie masakry zamordowanych zostało łącznie 767 osób, których tożsamość została ustalona.